# Caleta Lenga
La caleta Lenga es una playa turística chilena, ubicada en el borde costero al sur de la Bahía de San Vicente, en la Provincia de Concepción, Región del Biobío. Forma parte de la comuna de Hualpén desde 2004, estando a 15 minutos del centro de Concepción y de Talcahuano. Para el censo de 2002 poseía 378 habitantes.

## Toponimia
El nombre de la caleta proviene y hace referencia a la presencia de la Lenga en los bosques cercanos.

## Historia
El territorio que corresponde a la zona de Lenga, era habitado por los mapuches, quienes vivían de lo que les daba el mar; aliándose entre sí, ofrecieron una gran resistencia a la posterior conquista española. Los cerros conocidos como "Tetas del Biobío" eran utilizados como miradores por su gran altura y prominencia en el sector. 
Los inicios de lo que hoy conocemos como caleta Lenga, comenzó con la explotación de una cantera para la construcción de la planta siderúrgica Huachipato en 1949. La oferta laboral atrajo a muchas personas, generando un asentamiento espontáneo de los trabajadores. Tras el terremoto de 1960, la cantera deja de funcionar y los habitantes reconvierten su oficio al de pescadores. Se allegan además pobladores de las caletas aledañas como Chome y Peroné. En esta época la población de la caleta se dedicaba principalmente a la pesca, y a la recolección de algas como el pelillo o Gracilaria; sin embargo, esta actividad fracasó debido a la sobrexplotación y la contaminación.
En la década de 1990 y gracias al esfuerzo y determinación de sus habitantes, Lenga dirige su economía principalmente hacia el rubro de la gastronomía.

## Turismo

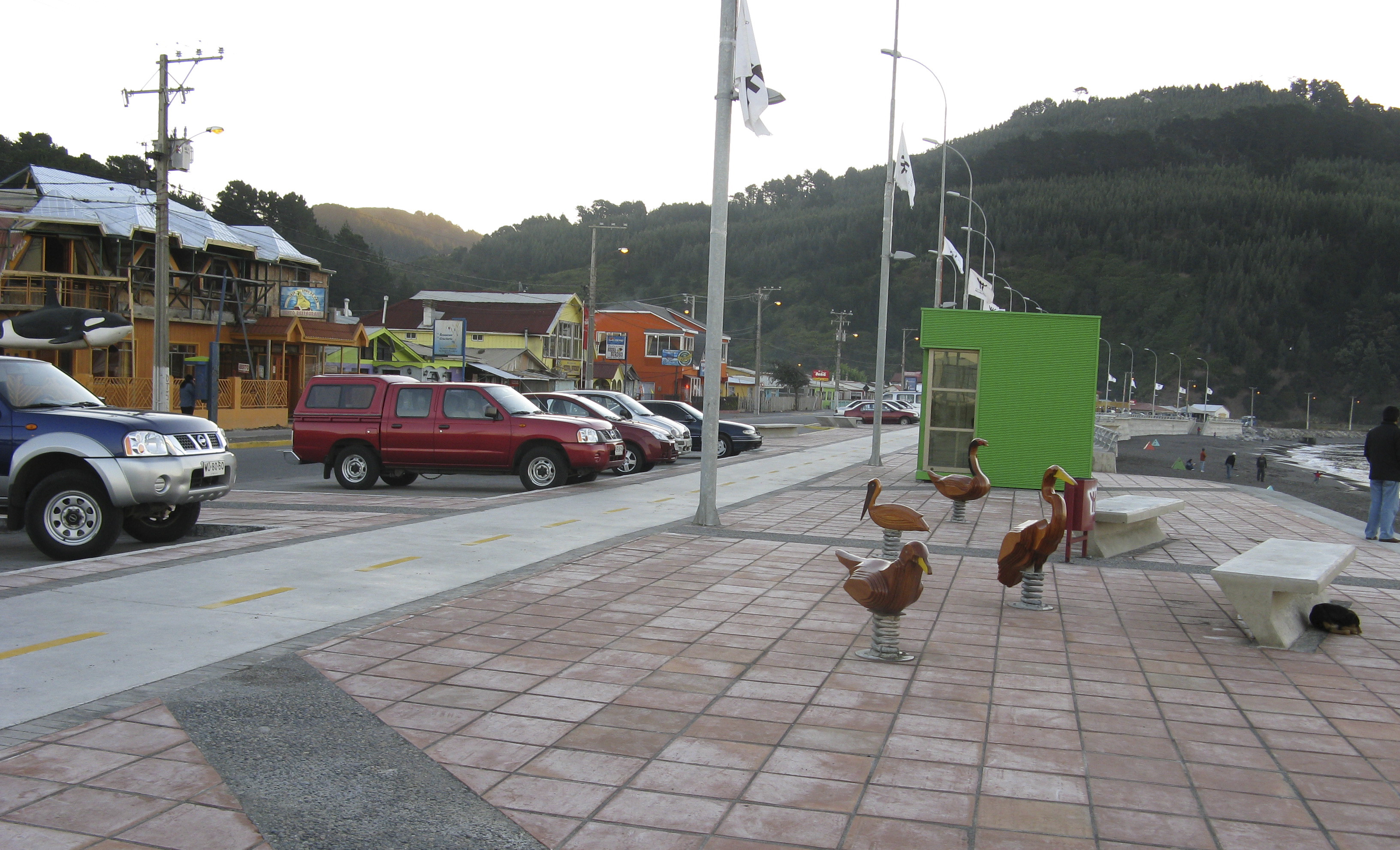
Costanera de la Caleta Lenga con algunos de sus restaurantes en 2008.

Actualmente la caleta es un activo polo gastronómico y turístico de la Región del Biobío. Su fuerte económico es la actividad gastronómica, habiendo en ella más de una veintena de restaurantes de comida marina.
En las cercanías también se encuentra el estuario Lenga, hábitat de aves silvestres, entre las que destacan cisnes de cuello negro, cisnes coscoroba, cormoranes, taguas y pelícanos, los que llegan a anidar y a procrear.
Entre los atractivos turísticos está el excursionismo, con ascensos al cerro "Teta Norte", donde se aprecia una amplia panorámica de la Bahía de San Vicente y del Golfo de Arauco, además de la posibilidad de hacer cabalgatas por las inmediaciones, practicar ciclismo, o practicar en sus aguas windsurf, kitesurf o velerismo.
Cuenta con un módulo de Información Turística de Municipalidad de Hualpén y con una escuela pública. También existe un laboratorio marino dependiente de la Universidad Católica de la Santísima Concepción.

## Playa
La extensa playa posee arenas grises. No es apta para el baño, pero sí para el paseo o práctica de deportes náuticos. En las cercanías de la caleta se ubican grandes industrias portuarias que causan contaminación por derrames de petróleo sobre sus aguas. Gas Abastible construyó hacia la Bahía de San Vicente un muelle para la recepción de gas licuado de petróleo desde barcos tanque.

## Conectividad
Se puede llegar a Caleta Lenga desde la Autopista, la Avenida Golondrinas o Cuatro Esquinas, desde la comuna de Hualpén, en un trayecto aproximado de 5 km. En cuanto a la locomoción colectiva, existe recorrido por la Línea Buses Puchacay y cuyo recorrido comienza desde el sector de Nonguén en Concepción.